# Pol. Monterotondo Lupa
Polisportiva Monterotondo Lupa là một câu lạc bộ bóng đá Ý có trụ sở tại Monterotondo, thuộc tỉnh Rome, nhưng đã chơi trận đấu trên sân nhà của họ ở Rome. Vào năm 2013, câu lạc bộ đã chuyển đến Maccarese frazione của Fiumicino comune, một vùng ngoại ô của Rome, như một câu lạc bộ thay thế của ASD Maccarese Calcio, trước đây gọi là ASD Giada Maccarese Calcio. Câu lạc bộ sau đó được gọi là Pol. Maccarese Giada. Đồng thời, một cái tên cũng đã được tìm thấy vào năm 2013 tại Monterotondo với tên ASD Monterotondo Calcio.

## Lịch sử
Câu lạc bộ được thành lập vào năm 1935 với tên Polisportiva Monterotondo Calcio. Câu lạc bộ đã tham gia Serie D một số lần. Trong năm 2010-11 Serie D, câu lạc bộ đã hoàn thành với tư cách là á quân của các trận play-off thăng hạng. Câu lạc bộ suy đoán bản thân sẽ là một ứng cử viên tái bản cho  2011-12 Lega Pro Seconda Divisione.
Vào giữa năm 2011, câu lạc bộ đã đổi tên thành Polisportiva Monterotondo Lupa.
Trong mùa giải 2011-12, đội bóng đã xuống hạng Eccellenza Lazio. Vào mùa 2012-13, câu lạc bộ đã thăng hạng trở lại Serie D.
Tuy nhiên, vào tháng 7 năm 2013, câu lạc bộ đã được chuyển đến Maccarese  và đổi tên thành Pol. Maccarese Giada.

## Màu sắc và huy hiệu
Màu sắc của đội là vàng và xanh. 

## Danh hiệu
- Eccellenza Lazio  
  - (2) Người chiến thắng (2012–13, 1999–2000)